# 이스트린지

이스트린지의 위치

이스트린지(영어: East Lindsey)는 잉글랜드 링컨셔주에 위치한 비도시 자치구로 중심 도시는 맨비이며 인구는 137,623명(2014년 기준), 면적은 1,765km2이다.